# Letonia en los Juegos Europeos de Minsk 2019
Letonia participó en los Juegos Europeos de Minsk 2019. Responsable del equipo nacional fue el Comité Olímpico Letón.

## Medallistas
El equipo de Letonia obtuvo las siguientes medallas:
| Nombre                                                          | Deporte        | Competición             |
| --------------------------------------------------------------- | -------------- | ----------------------- |
| Oro                                                             |                |                         |
| Kalvis Kalniņš                                                  | Karate         | Kumite –84 kg M         |
| Anastasija Grigorjeva                                           | Lucha libre    | 68 kg F                 |
| Plata                                                           |                |                         |
| Armands Ginters Roberts Pāže Armands Seņkāns Mārtiņš Šteinbergs | Baloncesto 3x3 | Torneo M                |
| Viktors Reško                                                   | Sambo          | –100 kg M               |
| Lauris Strautmanis Agate Rašmane                                | Tiro           | Rifle 10 m equipo mixto |
| Bronce                                                          |                |                         |
| Madara Palameika                                                | Atletismo      | Jabalina F              |
| Lauris Strautmanis                                              | Tiro           | Pistola 10 m M          |